# Isländischer Fußball-Supercup
Der Isländische Fußball-Supercup (isländ.: Meistarakeppni karla) ist ein jährlich ausgetragener Pokalwettbewerb für Vereinsmannschaften. Im jeweils zu Beginn der Folgesaison stattfindenden Spiel treten die Gewinner der isländischen Meisterschaft und des Pokalwettbewerbs gegeneinander an. Der Supercup wird seit 1969 vom isländischen Fußballverband ausgetragen.

## Die Endspiele im Überblick
| Jahr       | Meister              | Ergebnis                     | Pokalsieger / -finalist |
| ---------- | -------------------- | ---------------------------- | ----------------------- |
| 01969      | KR Reykjavík         | 1:1 / 3:0 / 4:2 / 6:1        | ÍBV Vestmannaeyja       |
| 01970      | ÍB Keflavík          | 2:0 / 0:2 / 1:1 / 2:1        | ÍBA Akureyri            |
| 01971      |                      | Ligarunde der drei EP-Teiln. | Fram Reykjavík          |
| 01972      | ÍB Keflavík          | Ligarunde der drei EP-Teiln. |                         |
| 01973      |                      | Ligarunde der drei EP-Teiln. | ÍB Keflavík *           |
| 01974      |                      | Ligarunde der drei EP-Teiln  | Fram Reykjavík          |
| 01975      |                      | Ligarunde der drei EP-Teiln. | ÍB Keflavík *           |
| 01976      |                      | Ligarunde der drei EP-Teiln. | ÍB Keflavík             |
| 01977      | Valur Reykjavík      | Ligarunde der drei EP-Teiln. |                         |
| 01978      | ÍA Akranes           | Ligarunde der drei EP-Teiln. |                         |
| 01979      | Valur Reykjavík      | Ligarunde der drei EP-Teiln. |                         |
| 01980      | ÍBV Vestmannaeyja    | 0:0, 4:3 i. E.               | Fram Reykjavík          |
| 01981      | Valur Reykjavík      | 0:1                          | Fram Reykjavík          |
| 01982      | Víkingur Reykjavík   | 2:0                          | ÍBV Vestmannaeyja       |
| 01983      | Víkingur Reykjavík   | 2:0                          | ÍA Akranes              |
| 01984      | ÍA Akranes           | 1:2                          | ÍBV Vestmannaeyja **    |
| 01985      | ÍA Akranes           | 2:3                          | Fram Reykjavík **       |
| 01986      | Valur Reykjavík      | 1:2                          | Fram Reykjavík          |
| 01987      | Fram Reykjavík       | 0:2                          | ÍA Akranes              |
| 01988      | Valur Reykjavík      | 4:3                          | Fram Reykjavík          |
| 01989      | Fram Reykjavík       | 3:1                          | Valur Reykjavík         |
| 01990      | KA Akureyri          | 1:0                          | Fram Reykjavík          |
| 01991      | Fram Reykjavík       | 1:2                          | Valur Reykjavík         |
| 01992      | Víkingur Reykjavík   | 1:3                          | Valur Reykjavík         |
| 01993      | ÍA Akranes           | 1:2                          | Valur Reykjavík         |
| 01994      | ÍA Akranes           | 4:2                          | ÍB Keflavík **          |
| 01995      | ÍA Akranes           | 5:0                          | KR Reykjavík            |
| 01996      | ÍA Akranes           | 1:3                          | KR Reykjavík            |
| 01997      | ÍA Akranes           | 3:5                          | ÍBV Vestmannaeyja **    |
| 01998      | ÍBV Vestmannaeyja    | 1:3                          | Keflavík ÍF             |
| 01999      | ÍBV Vestmannaeyja    | 2:1                          | KS/Leiftur **           |
| 02000–2002 | nicht ausgetragen    | nicht ausgetragen            | nicht ausgetragen       |
| 02003      | KR Reykjavík         | 2:1                          | Fylkir Reykjavík        |
| 02004      | KR Reykjavík         | 0:3                          | ÍA Akranes              |
| 02005      | FH Hafnarfjörður     | 2:0                          | Keflavík ÍF             |
| 02006      | FH Hafnarfjörður     | 0:1                          | Valur Reykjavík         |
| 02007      | FH Hafnarfjörður     | 1:0                          | Keflavík ÍF             |
| 02008      | Valur Reykjavík      | 2:1                          | FH Hafnarfjörður        |
| 02009      | FH Hafnarfjörður     | 3:1                          | KR Reykjavík            |
| 02010      | FH Hafnarfjörður     | 1:0                          | Breiðablik Kópavogur    |
| 02011      | Breiðablik Kópavogur | 0:3                          | FH Hafnarfjörður        |
| 02012      | KR Reykjavík         | 2:0                          | FH Hafnarfjörður **     |
| 02013      | FH Hafnarfjörður     | 3:1                          | KR Reykjavík            |
| 02014      | KR Reykjavík         | 2:0                          | Fram Reykjavík          |
| 02015      | UMF Stjarnan         | 1:0                          | KR Reykjavík            |
| 02016      | FH Hafnarfjörður     | 3:3, 1:4 i. E.               | Valur Reykjavík         |
| 02017      | FH Hafnarfjörður     | 0:1                          | Valur Reykjavík         |
| 02018      | Valur Reykjavík      | 2:1                          | ÍBV Vestmannaeyja       |
| 02019      | Valur Reykjavík      | 0:0, 5:6 i. E.               | UMF Stjarnan            |
| 02020–2021 | nicht ausgetragen    | nicht ausgetragen            | nicht ausgetragen       |
| 02022      | Víkingur Reykjavík   | 1:0                          | Breiðablik Kópavogur ** |
| 02023      | Breiðablik Kópavogur | 3:2                          | Víkingur Reykjavík      |
| 02024      | Víkingur Reykjavík   | 1:1, 5:3 i. E.               | Valur Reykjavík         |

* Sieger war der UEFA-Cup Teilnehmer

** Pokalfinalist, da der Meister jeweils das Double gewann.

### Rangliste der Sieger
| Rang | Verein               | Siege | Jahr(e)                                                          |
| ---- | -------------------- | ----- | ---------------------------------------------------------------- |
| 1    | Valur Reykjavík      | 11    | 1977, 1979, 1988, 1991, 1992, 1993, 2006, 2008, 2016, 2017, 2018 |
| 2    | Fram Reykjavík       | 6     | 1971, 1974, 1981, 1985, 1986, 1989                               |
|      | Keflavík ÍF          | 6     | 1970, 1972, 1973, 1975, 1976, 1998                               |
|      | FH Hafnarfjörður     | 6     | 2005, 2007, 2009, 2010, 2011, 2013                               |
| 5    | ÍA Akranes           | 5     | 1978, 1987, 1994, 1995, 2004                                     |
|      | KR Reykjavík         | 5     | 1969, 1996, 2003, 2012, 2014                                     |
| 7    | ÍBV Vestmannaeyja    | 4     | 1980, 1984, 1997, 1999                                           |
| 8    | Víkingur Reykjavík   | 4     | 1982, 1983, 2022, 2024                                           |
|      | UMF Stjarnan         | 2     | 2015, 2019                                                       |
| 10   | KA Akureyri          | 1     | 1990                                                             |
|      | Breiðablik Kópavogur | 2     | 2023, 2025                                                       |